# Підгорнське сільське поселення
Підго́рнське сільське поселення (рос. Подгорнское сельское поселение) — сільське поселення у складі Чаїнського району Томської області Росії.
Адміністративний центр — село Підгорне.
Населення сільського поселення становить 5950 осіб (2019; 6482 у 2010, 6650 у 2002).
Станом на 2002 рік існувала Підгорнська сільська рада (села Єрміловка, Мушкино, Підгорне, Сухий Лог, присілки Григор'євка, Кирпичне, Мінеєвка, Татаркино, селища Восточне, Елітне, Копане Озеро, Трудовий, Черьомушки), село Чемондаєвка перебувало у складі Коломіно-Гривської сільської ради. Селища Восточне та Копане Озеро було ліквідоване 2004 року.

## Склад
До складу сільського поселення входять:
| Населений пункт       | Населення, осіб (2002) | Населення, осіб (2010) |
| --------------------- | ---------------------- | ---------------------- |
| Восточне, селище      | 1                      | -                      |
| Григор'євка, присілок | 194                    | 218                    |
| Елітне, селище        | 109                    | 99                     |
| Єрміловка, село       | 213                    | 199                    |
| Кирпичне, присілок    | 60                     | 55                     |
| Копане Озеро, селище  | 31                     | -                      |
| Мінеєвка, присілок    | 104                    | 97                     |
| Мушкино, село         | 278                    | 288                    |
| Підгорне, село        | 5009                   | 4983                   |
| Сухий Лог, село       | 157                    | 146                    |
| Татаркино, присілок   | 0                      | -                      |
| Трудовий, селище      | 93                     | 99                     |
| Чемондаєвка, село     | 206                    | 186                    |
| Черемушки, селище     | 203                    | 112                    |